# Graphipterus tristis
Graphipterus tristis es una especie de escarabajo del género Graphipterus, familia Carabidae, orden Coleoptera. Fue descrita científicamente por Klug en 1853.

## Descripción
Mide 23 milímetros de longitud.

## Distribución
Se distribuye por Malaui.